# 兵庫縣神戸護國神社
兵庫縣神戸護國神社（ひょうごけんこうべごこくじんじゃ）は、兵庫県神戸市灘区篠原北町にある神社（護国神社）である。兵庫県東部（丹波・摂津・淡路）14市出身の英霊53,257柱を祀る。境内敷地は2200坪あり、散華された英霊を慰めるために境内並びに神社前の道路（主要地方道山麓線）に桜が植樹されている。

## 概要
明治以降、兵庫会下山（現：神戸市兵庫区会下山町）に招魂祭庭、祭壇を設けて官民合同による戦没者の慰霊祭祀（招魂祭）が行われていたが、英霊の勲功を顕彰するためには社殿を建立して奉斎すべしとする県民各層の熱意により、神戸市灘区王子町の旧関西学院跡地約3000坪（現在の神戸市立王子動物園内）に鎮座地を決定し、1940年（昭和15年）4月27日に地鎮祭を斎行、素木流造の本殿と諸社殿が建立された。1941年（昭和16年）6月25日に内務大臣指定護国神社に指定、同年7月17日から3日間、竣工鎮座祭の祭典が催され、7月17日に清祓式・神殿祭、18日に鎮座祭、19日に鎮座祭・竣工式・神振行事が執行された。
1945年（昭和20年）6月5日の神戸大空襲で社殿及び境内の建物を焼失し、第二次世界大戦後のGHQ（連合国軍最高司令官総司令部）占領統治下は、「護国神社」の名称では軍国主義施設として廃止される恐れがあるとして、1946年（昭和21年）9月5日に社号を「兵庫御霊神社」と改称していた。1949年（昭和24年）9月18日、神戸市灘区篠原北町の現在地に遷座。1950年（昭和25年）に兵庫縣神戸護國神社奉賛会が設立されて社殿の復興事業を進めた。
主権回復後の1952年（昭和27年）12月27日に社号を「兵庫縣神戸護國神社」に復称。1957年（昭和32年）1月に社務所が落成、1959年（昭和34年）3月17日に仮殿遷座祭、同年11月27日午後6時に本殿遷座祭、翌28日午前10時に奉幣祭が行われた。遷座祭では昭和天皇から下賜された幣饌料を奉献、靖国神社奉賛会会長北白川祥子、神社本庁統理代理宝来正信、伊勢神宮小林少宮司、靖国神社筑波藤麿宮司、元陸軍大将下村定、元海軍大将野村吉三郎等多数が参列、兵庫県警察音楽隊の合奏によって祭儀が進められ、最後に感謝状の贈呈と護國神社奉賛会長の首藤新八の挨拶で終了した。総工費は5千万円（当時）。なお、1959年（昭和34年）5月に神社本庁の別表神社に加列している。1960年（昭和35年）11月25日、昭和天皇から幣饌料が下賜。1966年（昭和41年）5月6日、兵庫縣神戸護國神社創立25周年記念大祭を斎行、同年11月5日に常陸宮・同妃の御参拝が行われている。1967年（昭和42年）4月11日、昭和天皇・香淳皇后の兵庫県行幸啓に伴い幣饌料が下賜されている。
その後も境内整備・本殿改修が行われた。1995年（平成7年）1月7日の阪神・淡路大震災で社務所が半壊する等の大被害に遭ったが、遺族崇敬者の熱誠により、1996年（平成8年）年11月、阪神・淡路大震災被害修復竣工奉告祭が執行された。2011年（平成23年）に老朽化のため鳥居が撤去されたが、遺族崇敬者の寄付により、2013年（平成25年）11月に再建されている。
兵庫県内には、他に姫路市の兵庫縣姫路護國神社があり、こちらは兵庫県西部の戦没者を祀っている。

## 祭事

### 例祭日
- 春季慰霊大祭（5月6日）
- 秋季慰霊大祭（11月6日）

### 諸祭儀
- 頌徳祭（月例祭） - 毎月18日
- 建国記念日祭・初午祭 - 2月11日
- 終戦記念日祭 - 8月15日

### 催し
- 桜祭り - 3月下旬～4月中旬
- みたま祭 - 7月最終金・土曜日

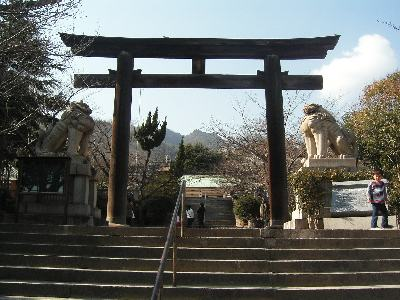
旧鳥居（2011年（平成23年）撤去）
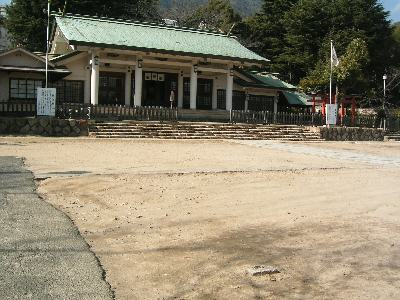
拝殿（南西方面から）
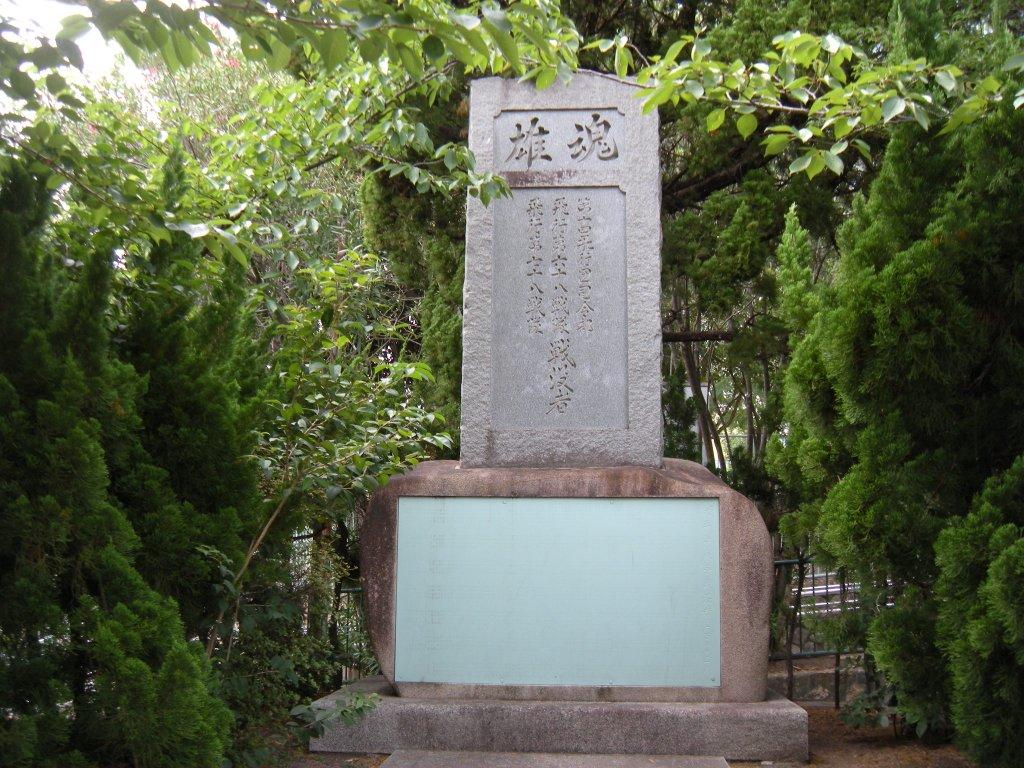
第14飛行団司令部、飛行第68、第70戦隊慰霊碑
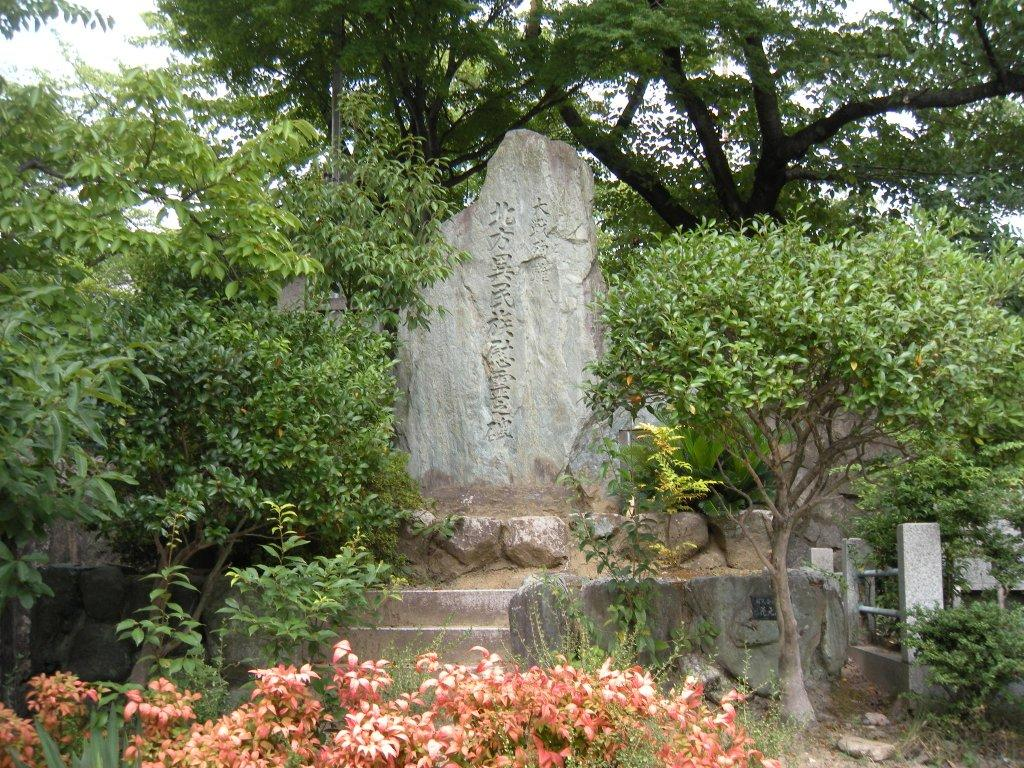
大戦殉難 北方異民族慰霊之碑
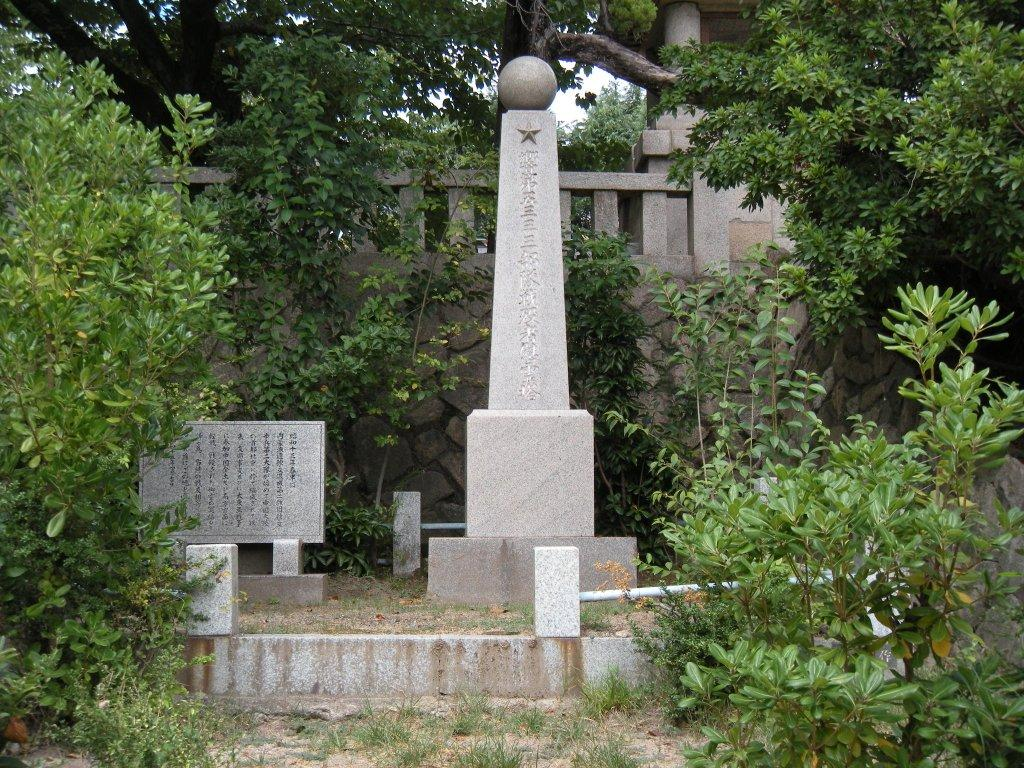
響 第5333部隊戦没者慰霊塔
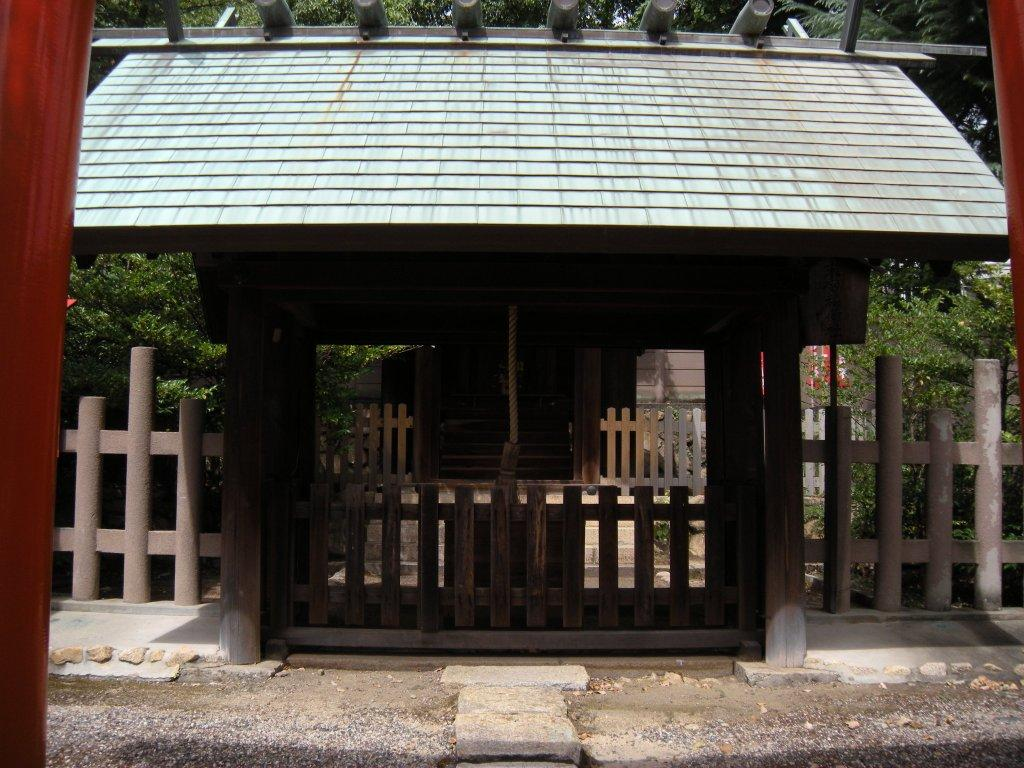
末廣稲荷社（境内神社）
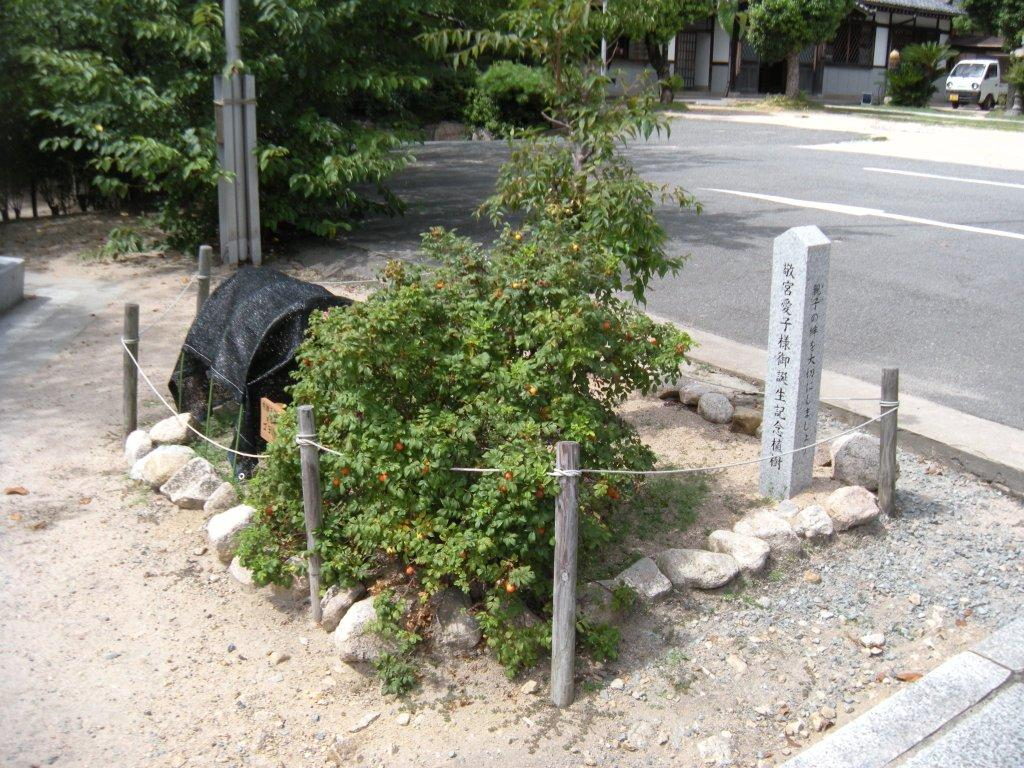
敬宮愛子様御誕生記念樹碑

## 交通
- JR六甲道・阪急六甲より神戸市バス2系統三宮方面行き 護国神社前バス停下車すぐ
- 地下鉄三宮駅前より神戸市バス2系統阪急六甲・JR六甲道方面行き 護国神社前バス停下車すぐ

## 周辺
- 兵庫縣神戸護國神社から南南東約160mの神戸市灘区篠原本町四丁目3-1に日本最大規模の特定抗争指定暴力団・山口組の本部が存在する。

## 参考資料
- 兵庫縣神戸護國神社 御由緒略記
- 『神社新報選集』（昭和36年版）神社新報社、1961年4月。doi:10.11501/3451839。
- 兵庫県神社庁 編『神祇史年表』 下卷（増補版）、明文社、1968年12月1日。doi:10.11501/3451657。
- 全國護國神社會編集委員會 編『全國護國神社會二十五年史』全國護國神社會、1972年9月1日。doi:10.11501/12265720。
- 『靖國神社百年史』 資料篇 下、靖国神社、1984年5月31日。doi:10.11501/12267910。